# Czeremcha (Podlachie)
Pour les articles homonymes, voir Czeremcha.
Czeremcha est un village de Pologne, situé dans la gmina de Czeremcha (dont elle est la capitale), dans le Powiat de Hajnówka, dans la voïvodie de Podlachie.

## Source
- (en) Cet article est partiellement ou en totalité issu de l’article de Wikipédia en anglais intitulé « Czeremcha, Podlaskie Voivodeship » (voir la liste des auteurs).

1. ↑  (pl) « Gmina Czeremcha (podlaskie) » mapy, GUS, nieruchomości, szkoły, regon, kody pocztowe, bezrobocie, wypadki drogowe, wynagrodzenie, zarobki, tabele, edukacja, demografia, przedszkola, statystyki », sur Polska w liczbach (consulté le 28 juillet 2025)